# بطولة ويمبلدون 1971
هنا قائمة ببطولات ويمبلدون لسنة 1971:

## الكبار

### فردي رجال
جون نيوكومب هزم  ستان سميث, 6-3, 5-7, 2-6, 6-4, 6-4

### فردي سيدات
إيفون غولاغونغ هزم  مارغريت سميث كورت, 6-4, 6-1

### زوجي رجال
روي إيمرسون و رود لافر هزم  أرثر أش و دينيس رالستون, 4-6, 9-7, 6-8, 6-4, 6-4

### زوجي سيدات
روزماري كاسالس و بيلي جين كينغ هزم  مارغريت سميث كورت و إيفون غولاغونغ, 6-3, 6-2

### زوجي مختلط
أوين ديفيدسون و بيلي جين كينغ هزم  مارتي رسن و مارغريت سميث كورت, 3-6, 6-2, 15-13

## الشباب

### فردي أولاد
Robert Kreiss هزم  ستيفن واربويز 2-6, 6-4, 6-3

### فردي بنات
Marina Kroshina هزم  سوزان مينفورد, 6-4, 6-4

### زوجي أولاد
بدأت البطولة في 1982

### زوجي بنات
بدأت البطولة في 1982